# Külpstraße 6 (Stralsund)

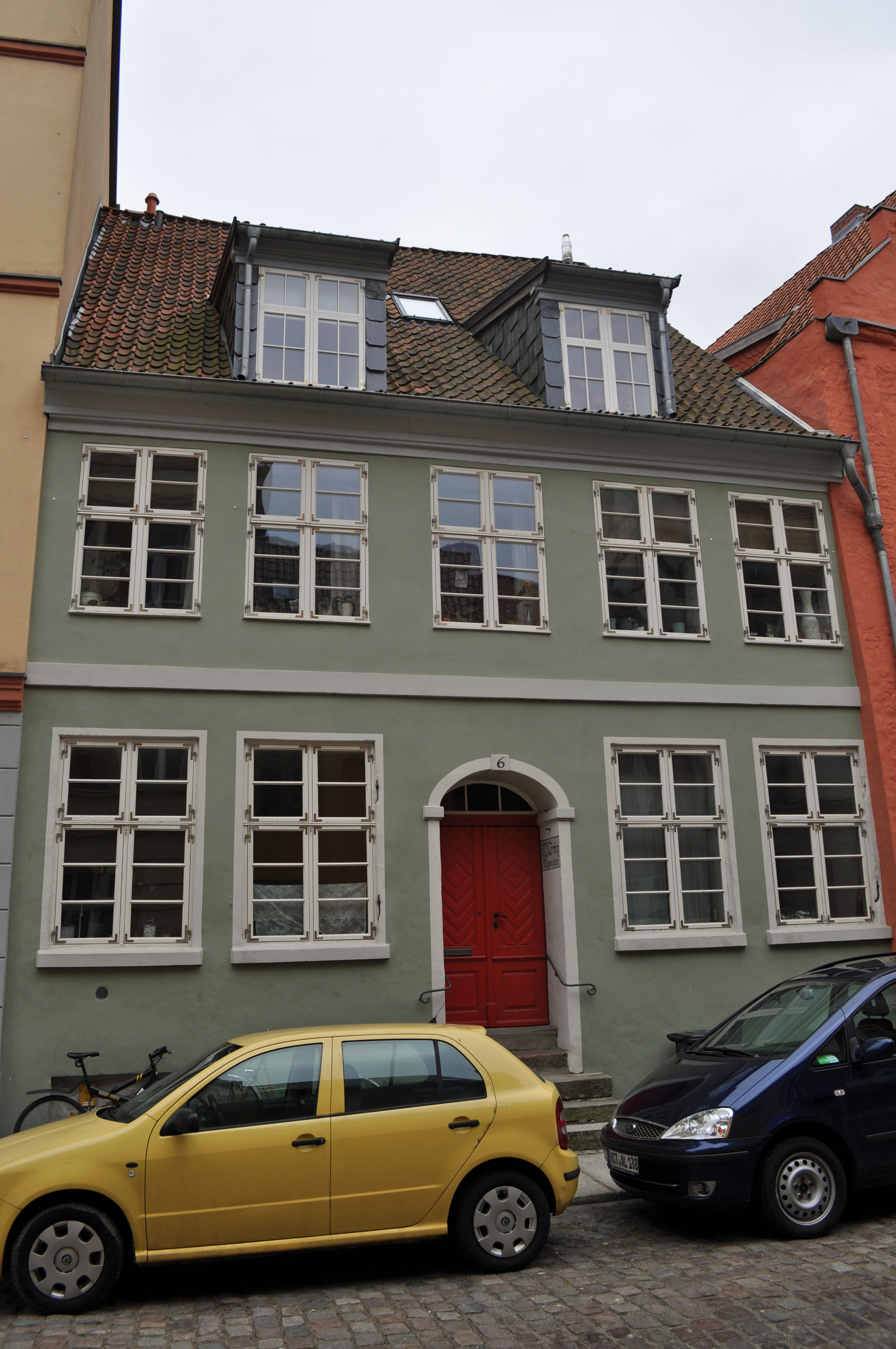
Das Haus Külpstraße 6 in Stralsund (2012)

Das Gebäude mit der postalischen Adresse Külpstraße 6 ist ein denkmalgeschütztes Bauwerk in der Külpstraße in Stralsund.
Das dreigeschossige und fünfachsige, traufständige Gebäude wurde im dritten Viertel des 18. Jahrhunderts errichtet.
Die schlichte Fassade wird durch ein Gesims geprägt, das die Geschosse optisch trennt. Die mittlere Achse prägt das korbbogige Portal mit einer rautengegliederten Haustür.
Das Haus liegt im Kerngebiet des von der UNESCO als Weltkulturerbe anerkannten Stadtgebietes des Kulturgutes „Historische Altstädte Stralsund und Wismar“. In die Liste der Baudenkmale in Stralsund ist es mit der Nummer 446 eingetragen.